# Martín Rodríguez (Fußballspieler, 1989)
Martín Rodríguez, vollständiger Name Martín Sebastián Rodríguez Prantl, (* 20. September 1989 in Montevideo) ist ein uruguayischer Fußballspieler.

## Karriere

### Verein
Der 1,91 Meter große Torwart Rodríguez steht seit der Apertura 2008 im Erstligakader des Montevideo Wanderers. Ab der Apertura 2010 bestritt er bis zum Saisonende 2012/13 41 Partien in der Primera División. In der Spielzeit 2013/14, in der er auch zweimal in der Copa Sudamericana 2013 auflief, stand er bis zu seinem vorläufig letzten Einsatz am 20. Oktober 2013 in sieben Begegnungen auf dem Platz. In der Clausura, die er mit seinem Team gewann, kam er als Vertreter von Stammtorhüter Federico Cristóforo zu keinem weiteren Einsatz. Zur Apertura 2014 verlängerte er seinen Vertrag nicht und verließ den Verein in Richtung des Ligakonkurrenten Juventud. In der Saison 2014/15 wurde er viermal in der Primera División eingesetzt. Es folgten in der Apertura 2015 zwei weitere Erstligaeinsätze und einer in der Copa Sudamericana 2015. Mitte Januar 2016 wechselte er nach Kolumbien zu Deportivo Pereira und bestritt drei Ligaspiele in der Primera B sowie vier Partien der Copa Colombia. Seit Mitte Januar 2017 steht er erneut im Kader der Montevideo Wanderers. Bislang (Stand: 4. März 2017) lief er beim uruguayischen Hauptstadtklub in vier Erstligaspielen und zwei Partien der Copa Libertadores 2017 auf.

### Nationalmannschaft
Rodríguez gehörte der uruguayischen U-20-Auswahl an. Von seinem Debüt an, das er unter Trainer Diego Aguirre am 24. Oktober 2008 bei der Copa Tarek Saab im Spiel gegen Venezuela feierte, bestritt er nach Angaben der AUF insgesamt 17 Begegnungen mit der U-20. Dabei musste er 18 Gegentreffer hinnehmen. Er nahm mit dem Team an der U-20-Südamerikameisterschaft 2009 in Venezuela und der U-20-Weltmeisterschaft 2009 in Ägypten teil. 2011 gehörte er dem uruguayischen Aufgebot an, das bei den Panamerikanischen Spielen 2011 die Bronzemedaille gewann. Für diese Auswahl kam er sechsmal als Nationalspieler zum Einsatz (sieben Gegentreffer). Das Debüt feierte er unter Coach Juan Verzeri am 5. Oktober 2011 gegen Argentinien. 2012 war Rodríguez Mitglied der Olympiamannschaft Uruguays bei den Olympischen Sommerspielen in London. Dort war er allerdings nur als einer von vier Ersatzathleten vorgesehen.

### Erfolge
- Bronzemedaille Panamerikanische Spiele 2011
- Clausura 2014 (Primera División, Uruguay)